# Teresa Marszałowicz
Teresa Danuta Marszałowicz, po mężu Szymczak (ur. 6 listopada 1949) – polska lekkoatletka, wieloboista i skoczkini w dal, medalistka mistrzostw Polski, reprezentantka Polski.

## Kariera sportowa
Był zawodniczką Lechii Warszawa.
Na mistrzostwach Polski seniorów na otwartym stadionie zdobyła dwa brązowe medale: w skoku w dal w 1970 i w pięcioboju w 1973.
Reprezentowała Polskę na zawodach Pucharu Europy w wielobojach, zajmując w 1973 19. miejsce w półfinale, z wynikiem 3799.
Jej mężem został Edward Szymczak.
Rekord życiowy w skoku w dal: 6,28 (27.06.1972), w pięcioboju: 3946 (21.06.1973).